# Предупредителни знаци (Живите мъртви)
„ Предупредителни знаци “ е третият епизод от деветия сезон на постапокалиптичния хорър телевизионен сериал Живите мъртви, излъчен по AMC на 21 октомври 2018 г. Той е написан от Кори Рийд и режисиран от Дан Лиу.

## Сюжет
Строителството на моста продължава. Както е обещала на Мишон, Маги носи каруца с припаси от върха на хълма до Светилището, когато е спряна от група спасители, които търсят изчезналия си член Джъстин. Някои от Спасителите се подиграват на Маги, като я наричат „Вдовицата“, името, което Ниган е използвал унизително, но Арат и Лора, двама от главните Спасители, бързо спират това. Докато обсъждат това, от гората се появява реанимираното тяло на Джъстин. След като го убиват, става ясно, че Джъстин е умрял от човешка ръка, преди да се реанимира.
С разпространяването на слуха за убийството на Джъстин, се изостря напрежението в строителния лагер между Спасителите и другите групи. Рик пристига навреме, за да спре всяко незабавно насилие и обещава на Спасителите, че ще разследват. Рик започва да говори със собствените си хора, за да види дали са видели нещо. Отец Гейбриъл, който е трябвало да дежури с Ан, но се е оттеглил тайно, твърди, че не е видял нищо. Дарил е малко обиден, когато Рик предполага, че може да е убил Джъстин. Гейбриъл говори с Ан по-късно, но тя потвърждава, че не е видяла нищо, пропускайки факта, че е видяла да минава хеликоптер. Тя изразява загриженост, че чувства, че Спасителите не ѝ вярват, тъй като е наричана „Дамата на боклука“ и е обвинена от мнозина в убийството на Джъстин.
Рик решава да инициира няколко екипа, за да търсят улики в района за убиеца на Джъстин. Един екип включва Маги и Синди, които откриват, бродещи, привлечени към къща, където парче ламарина виси от покрива ѝ и вдига шум. Докато се приближават до къщата, за да я разчистят и да спрат шума, Синди обяснява, че това е мястото, където някои от нейните членове на Oceanside са живели преди Саймън и Спасителите да дойдат и да убият всичките им хора. Маги и Синди разчистват къщата, но са почти притиснати, когато група бродещи пробиват през вратата на къщата; Рик и другите двойки пристигат и се справят с бродещите точно навреме. Те осъзнават, че липсва един екип – Арат и Беатрис, които е трябвало да са по-близо, а освен това са и са извън радиоконтакт. Те отиват да търсят двамата и в крайна сметка намират Беатрис в безсъзнание, а нещата на Арат са оставени на земята наблизо.
Прегрупирайки се в лагера, Рик и неговите най-доверени съюзници решават да търсят отново, но без никаква помощ от Спасителите, в случай че те са виновни. Рик и Карол тръгват като една група и се натъкват на някои от спасителите, водени от Джед. Джед държи Карол под нож, като настоява Рик да пусне оръжието си, за да могат безопасно да се върнат в Убежището, но Карол успява да надвие Джед и да го намушка в рамото. Дарил и Маги намират няколко тела на бродещи, едното с харпун през него, и ги следват обратно до сградата на центъра за възстановяване, където няколко членове на Oceanside, включително Синди и Беатрис, държат Арат заложник. Синди разкрива, че те са били тези, които стоят зад убийствата на някои от Спасителите, като си връщат на онези, които са убили техните съпрузи, синове и братя. Тя оправдава действията им, като припомня решението на Маги да обеси Грегъри и обяснява, че Арат е отговорна за смъртта на брата на Синди. Синди си спомня какво е казала Арат в отговор на молбата ѝ за живота на брат си: „Без изключения“. След като чуват това, Маги и Дарил се обръщат, а Синди екзекутира Арат.
Ан се връща в Сметището. Тя намира скрит сандък и взема радио, с което се обажда с молба за вземане с хеликоптер. Мъжкият глас от другата страна пита дали тя има „А“ или „Б“, но тя няма нито едно. Мъжът ѝ казва да бъде готова на следващия ден, но само ако има „А“. Когато разговорът приключва, Ан вижда, че Гейбриъл я е последвал там и е чул обаждането. Гейбриъл заключава, че Ан преди е търгувала хора с този неизвестен агент и е планирала да направи това с Рик и него преди време. Ан казва, че ако той ѝ помогне, той също би могъл да се присъедини към тях. Гейбриъл отказва и планира да каже на Рик, но Ан го спира. Тя му казва, че някога го е смятала за „Б“, но той може да е „А“, от който се нуждае.
На следващия ден по-голямата част от Спасителите напускат строителния лагер, за да се върнат в Светилището. Маги и Дарил вземат друг път; Маги казва на Дарил, че са опитали по начина на Рик, но не се е получило, така че сега трябва да поемат в друга посока и е време да се срещнат с Нигън.

## Оценка
„Предупредителни знаци“ получава одобрението на критиците. В Rotten Tomatoes епизодът има рейтинг на одобрение 100% със средна оценка 8,43 от 10 въз основа на 17 рецензии.